# Breve fra en afdød
Breve fra en afdød (russisk: Письма мёртвого человека) er en sovjetisk spillefilm fra 1986 af Konstantin Lopusjanskij.

## Medvirkende
- Rolan Bykov - Larsen
- Vatslav Dvorzjetskij
- Vera Majorova - Anna
- Vadim Lobanov
- Viktor Mikhajlov